# Лодейщиков, Николай Васильевич
Николай Васильевич Лодейщиков (14 сентября 1881 года, Пожевский завод Соликамского уезда Пермской губернии — 15 марта 1943 года, г. Иркутск) — иркутский художник, живописец, график.

## Биография
Николай Васильевич Лодейщиков родился 14 сентября 1881 года в селении Пожевский завод Соликамского уезда Пермской губернии в семье служащего завода. В юном возрасте вместе с родителями переехал на Инзерский завод, расположенный поблизости от Уфы.
В 1899 году с отцом, принимавшем участие в строительстве Забайкальской железной дороги, уехал из Уфы в Слюдянку и Иркутск.   Там он с 1899 по 1901 года учился в школе художников Н. И. Верхотурова и М. А. Рутченко, с 1903 по 1907 год учился в Петербургской мастерской живописи у Льва Евграфовича Дмитриева-Кавказского. В 1907 году вернулся в Иркутск. Живя в Иркутске, художник много путешествовал пешком, любил писать на пленере, на его картинах изображены в основном виды Иркутска, Байкала и Прибайкалья.
Скончался 15 марта 1943 года в Иркутске, похоронен на Свердловском кладбище.

## Творчество
Кисти художника принадлежат картины с городскими пейзажами: «Интендантский сад» (1924), «С вершины Сенюшиной горы» (1925), «Успенская площадь около семинарии» (Площадь декабристов, 1927), «Окраина Иркутска. Русиновская улица» (1934), «Новый собор», «Церковь на Троицкой» (1932) и др.  В начале Великой Отечественной войны Н. В. Лодейщиков создал плакаты «Убийца Гитлер — международный кровопийца» и «Под двойным ударом».
В Иркутском областном художественном музее имени В. П. Сукачева хранятся его картины: "Зимой на Ангаре", 1913; "Мельница на Аршане", 1910 и 1920; "Портрет художника К. В. Мозылевского", 1920; "Портрет художника К. И. Померанцева", 1921; "Пахота у Саян", 1927; "Перед грозой", 1927 и др. Всего известно около  327 его произведений.

## Выставки
Николай Васильевич Лодейщиков в разное время принимал участие в выставках:
- Выставка иркутских художников (1910);
- Выставка Восточно-Сибирского отдела Русского географического общества (Иркутск) с 1907 по 1917 г.;
- Первой всесибирская выставка (Иркутск 1925) ;
- Всесибирская выставка общества "Новая Сибирь" (Новосибирск, Омск, Томск, Красноярск, Иркутск, 1927);
- Выставка периферийных художников (Москва, 1940);
- Персональная выставка (Иркутск, 1941);
- Групповая выставка  совместно с художниками Н. А. Андреевым, И. А. Бойко, М. И. Дубинским, А. С. Жарковым, А. П. Жибиновым, К. И. Померанцевым (Иркутск, 1921, 1924, 1925, 1931, 1957).

## Галерея

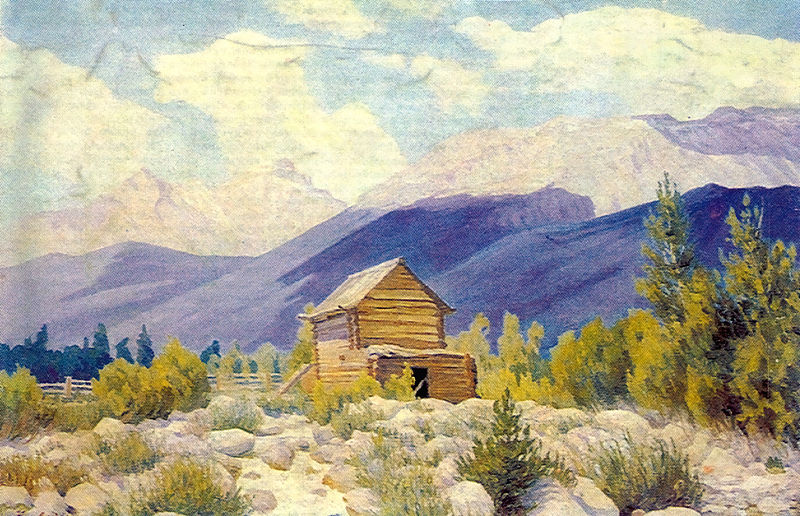
Мельница на Аршане
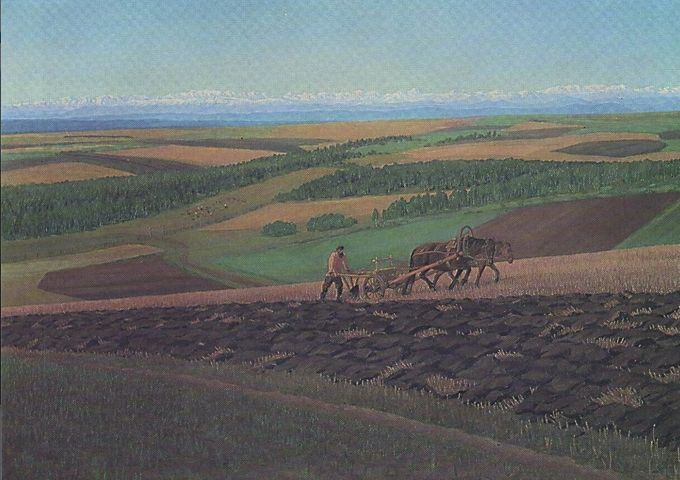
Пахота у Саян, 1927
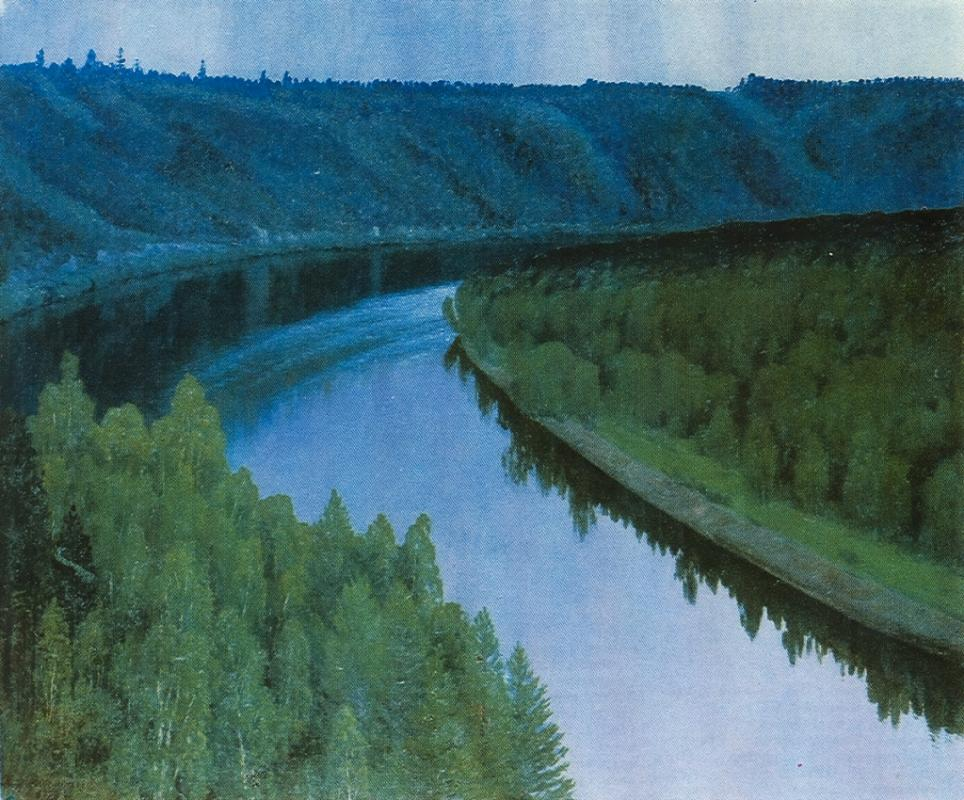
Река